# Adrian Ross
Arthur Reed Ropes (23 décembre 1859 - 11 septembre 1933), mieux connu sous le pseudonyme d'Adrian Ross, est un auteur prolifique de paroles, contribuant à plus de soixante comédies musicales britanniques à la fin du XIXe et au début du XXe siècle. Il est le parolier le plus important de la scène britannique au cours d'une carrière qui a duré cinq décennies. À une époque où peu de spectacles avaient de longues durées, dix-neuf de ses spectacles du West End ont duré plus de 400 représentations.